# Phaeochroops angulatus
Phaeochroops angulatus is een keversoort uit de familie Hybosoridae. De wetenschappelijke naam van de soort is voor het eerst geldig gepubliceerd in 1923 door Benderitter.